# 久保文雄
久保 文雄（くぼ ふみお、1962年12月3日 - ）は、和歌山県伊都郡高野口町出身の元プロ野球選手（投手）。左投右打。

## 来歴・人物
伊都高では、1年次の1978年に夏の甲子園県予選準決勝に進み先発を任されるが、藤村雅人、岡本哲司のいた吉備高に敗退。1980年の春季近畿大会では内田昌作投手との二本柱で準決勝に進むが、山脇光治のいた浪商高に9回裏サヨナラ負け。同年夏も四番打者、一塁手として県予選決勝に進出するが、箕島高に敗れる。
1980年オフに、ドラフト外で横浜大洋ホエールズに入団。
主に対左打者用のワンポイントとして起用され、左腕投手不足だった当時の大洋で期待された。1983年に10試合連続登板のセ・リーグタイ記録を樹立。左投げながら右打ちという珍しいタイプで、野球解説者から「振りの鋭さは野手級」と言われたこともある。オーバースローから重い速球とスライダー、緩いカーブ主体の投球が持味。一時は抑えの構想もあったが、フォームが毎年変わるなど投球に安定性がなく、1987年限りで現役を引退。
ゴルフ会員権会社営業社員を経て、株式会社スポーツ・オフィス代表としてスポーツビジネスに取り組む傍ら、プロ野球マスターズリーグの東京ドリームスでも活躍した。
1992年公開の映画『ミスター・ベースボール』に選手役で出演。往年の投球を披露。自らの会社スポーツ・オフィス代表としてモルツ球団（現：ザ・プレミアム・モルツ球団）設立に参画。自身も投手として参加している（ただし近年は選手登録こそされているものの試合には出場せずプレモル球団の裏方に専念）。
マスターズリーグやモルツ球団の設立に携わった大沢啓二（久保の現役時代は接点なし）のマネージャーも、大沢が亡くなるまで務めた。
座右の銘は「人と過去は変えられないが、自分と未来は変えられる」。

## 詳細情報

### 年度別投手成績
| 年 度    | 球 団    | 登 板 | 先 発 | 完 投 | 完 封 | 無 四 球 | 勝 利 | 敗 戦 | セ 丨 ブ | ホ 丨 ル ド | 勝 率 | 打 者 | 投 球 回 | 被 安 打 | 被 本 塁 打 | 与 四 球 | 敬 遠 | 与 死 球 | 奪 三 振 | 暴 投 | ボ 丨 ク | 失 点 | 自 責 点 | 防 御 率 | W H I P |
| -------- | -------- | ----- | ----- | ----- | ----- | -------- | ----- | ----- | -------- | ----------- | ----- | ----- | -------- | -------- | ----------- | -------- | ----- | -------- | -------- | ----- | -------- | ----- | -------- | -------- | ------- |
| 1981     | 大洋     | 1     | 0     | 0     | 0     | 0        | 0     | 0     | 0        | --          | ----  | 8     | 2.0      | 1        | 0           | 2        | 0     | 0        | 1        | 0     | 0        | 0     | 0        | 0.00     | 1.50    |
| 1982     | 大洋     | 5     | 0     | 0     | 0     | 0        | 0     | 0     | 0        | --          | ----  | 41    | 7.2      | 12       | 2           | 7        | 2     | 0        | 8        | 0     | 0        | 12    | 12       | 13.50    | 2.48    |
| 1983     | 大洋     | 23    | 0     | 0     | 0     | 0        | 0     | 1     | 0        | --          | .000  | 107   | 24.1     | 23       | 3           | 13       | 1     | 0        | 11       | 2     | 1        | 15    | 15       | 5.55     | 1.48    |
| 1984     | 大洋     | 28    | 1     | 0     | 0     | 0        | 0     | 1     | 0        | --          | .000  | 165   | 40.0     | 31       | 2           | 16       | 2     | 2        | 31       | 0     | 0        | 14    | 12       | 2.70     | 1.18    |
| 1985     | 大洋     | 36    | 2     | 0     | 0     | 0        | 2     | 2     | 1        | --          | .500  | 204   | 49.1     | 38       | 11          | 19       | 2     | 0        | 24       | 2     | 0        | 22    | 21       | 3.83     | 1.16    |
| 1986     | 大洋     | 22    | 0     | 0     | 0     | 0        | 0     | 1     | 0        | --          | .000  | 81    | 19.0     | 26       | 3           | 2        | 0     | 0        | 15       | 0     | 0        | 12    | 12       | 5.68     | 1.47    |
| 通算:6年 | 通算:6年 | 115   | 3     | 0     | 0     | 0        | 2     | 5     | 1        | --          | .286  | 606   | 142.1    | 131      | 21          | 59       | 7     | 2        | 90       | 4     | 1        | 75    | 72       | 4.55     | 1.33    |

### 記録
- 初登板：1981年10月12日、対阪神タイガース26回戦（阪神甲子園球場）、7回裏に4番手で救援登板・完了、2回無失点
- 初奪三振：同上、8回裏に笠間雄二から
- 初先発：1984年8月12日、対広島東洋カープ20回戦（横浜スタジアム）、4回0/3を5失点（自責点4）で敗戦投手
- 初勝利：1985年10月20日、対広島東洋カープ25回戦（広島市民球場）、3回裏1死に2番手で救援登板、3回2/3を1失点
- 初セーブ：1985年10月24日、対ヤクルトスワローズ26回戦（横浜スタジアム）、9回表に4番手で救援登板・完了、1回無失点

### 背番号
- 19 （1981年 - 1983年）
- 49 （1984年 - 1987年）